# مادلین وست
مادلین وست (به انگلیسی: Madeleine West) (زاده ۲۶ ژوئیه ۱۹۸۰) بازیگر استرالیایی است.
از فیلم‌های معروف او می‌توان به بازی در فیلم های محکوم شده ، تقدیر اشاره کرد.